# 取次の老中
取次の老中（とりつぎのろうじゅう）は、江戸時代初期の老中の中でも諸大名が将軍への披露や訴訟、嘆願、贈答物などをスムーズに行うため、幕府側の指示の取次（伝達・仲介）を頼んだ特定の老中を言う。

## 概要
幕府側も、大名統治のために諸藩の指導や調整を行う担当老中として存在を公認しており、1634年（寛永11年）の老中月番制が成立した後は月番老中の担当とすることとなった。
しかし、諸大名と特定の老中の関係は続いており、幕府への訴訟なども、内々の指示を仰いで調整を行い、その上で月番老中に正式な願書を出す手順を取った。

## 長州藩の場合
長州藩では江戸留守居役を介して取次の老中の指南を仰いで幕藩体制の調整を行った。当初は幕府の実力者で老中の土井利勝に取次の老中を依頼しており、病気による辞退を受けてからは新実力者の松平信綱を紹介してもらい、取次の老中になってもらった。

## 参照
1. ↑  山本博文『江戸お留守居役の日記―寛永期の萩藩邸』読売新聞社、1991年。ISBN 4643910607。